# Adenike Grange
Pour les articles homonymes, voir Grange (homonymie).
Adenike Grange est une médecin nigériane et ancienne ministre chargée du Ministère fédéral de la Santé (en).

## Biographie
Adenike Grange fréquente l'école secondaire à Lagos, puis au St Francis' College, Letchworth (en) au Royaume-Uni. De 1958 à 1964, elle étudie la médecine à l'Université de St Andrews en Écosse. Elle travaille au Dudley Road Hospital (en) de Birmingham avant de retourner au Nigeria, en 1965, où elle continue à travailler dans les hôpitaux, à Lagos. Elle retourne au Royaume-Uni en 1967 et devient titulaire en pédiatrie au St Mary's Hospital pour enfants, et a obtient un Diplôme en Santé de l'Enfant en 1969. En 1971, elle rejoint le Lagos University Teaching Hospital (en). En 1978, elle devient maître de conférences à la faculté de Médecine de l'Université de Lagos. Elle devient professeure en 1995.
Adenike Grange est consultante pour le Ministère Fédéral de la Santé, l'Organisation mondiale de la santé, l'UNICEF, le Fonds des Nations unies pour la population et l'Agence des États-Unis pour le développement international. Elle est conseillère pour l'OMS sur le Programme de Santé Reproductive au Nigeria de 1993 à 1999. Elle est l'auteure de plus de cinquante articles scientifiques, principalement sur les maladies diarrhéiques et de la situation nutritionnelle chez les enfants. Elle a présidé l'Association Internationale de Pédiatrie.
Au cours de sa longue carrière, elle est reconnue comme une voix forte dans la lutte pour améliorer la santé des enfants.

## Ministre de la Santé
Le 25 juillet 2007, Adenike Grange est nommée Ministre de la Santé de la République fédérale du Nigeria, elle est la première femme à être Ministre de la Santé.
Le 9 novembre 2007, la Pr Adenike Grange donne la conférence Lancet au Centre de Santé Internationale et Développement de l'University College de Londres. Elle y dit « Il y a assez de connaissances sur des initiatives, des stratégies, des outils, des médicaments et des protocoles de traitement pour guérir les maladies et prolonger la vie, mais la réalité est que les systèmes conçus pour apporter ces résultats sont insuffisants, au mieux, ou même inexistants. C'est un problème mondial ». Elle décrit le travail à effectuer au Nigeria, afin de standardiser les approches de prestation des services de santé et d'émuler les meilleures pratiques d'autres pays. Priorités, notamment à l'éradication de la poliomyélite, au contrôle du paludisme, à la réduction de la mortalité maternelle, et à la réduction des niveaux de la maladie dans les groupes les plus vulnérables.
En janvier 2008, lors d'un événement en présence de l'épouse du Président Turai Umar Musa Yar'Adua, Adenike Grange exhorte la première dame à attirer l'attention nationale sur l'importance de la santé liés aux Objectifs du millénaire pour le développement. Elle a appelé l'Assemblée Nationale à accélérer l'adoption du projet de loi sur la santé nationale, et a appelé les épouses des Gouverneurs de l'État de faire pression pour des lois visant à promouvoir le bien-être des femmes et des enfants.

## Démission et poursuites
En février 2008, Adenike Grange est arrêtée sur ordre du Président Umaru Yar'Adua au sujet de la manipulation de 300 millions de dollars de fonds non dépensés dans le budget de 2007 et l'attribution des contrats, et elle est mise en examen par la Commission nigériane contre les délits économiques et financiers (EFCC). Elle affirme avoir été mal conseillée par son administration.
Le Président aurait ordonné que toutes les sommes non dépensées dans le budget soient retournées, mais elles auraient en fait été partagées par des fonctionnaires du Ministère de la Santé comme bonus.
En mars 2008, le Président Yar'Adua, accepte la démission de Adenike Grange.
En mars 2008, l'Association Médicale Nigériane (NEC) note avec un profond regret l'évolution qui a abouti à la démission de Adenike Grange. La NEC a reconnu l'intégrité, la sincérité et l'engagement au devoir d'Adenike Grange, sa contribution aux soins de millions d'enfants nigérians et ses efforts dans son court séjour au Ministère Fédéral de la Santé.
En avril 2008, une haute cour Abuja ordonne qu'elle soit placée sous la garde de la Commission des Crimes Économiques et Financiers. La sénatrice Iyabo Obasanjo-Bello, fille de l'ancien président Olusegun Obasanjo, est également inculpée.
En décembre 2009, une Cour d'Appel siégeant à Abuja, dans une décision unanime, ordonne la fin du procès de la Pr Grange. Elle n'est plus l'objet de poursuites et toutes les charges ont été annulées.

## La vie après la démission
La Pr Adenike Grange reprend pleinement son engagement à promouvoir la santé maternelle et infantile, en relevant le défi de prendre la tête de l'un de meilleurs hôpitaux pédiatriques du Nigeria, l'Otunba Tunwase National Pediatric Centre, dont elle a contribué à la création et qui a depuis été intégré au University College Hospital, d'Ibadan comme un moyen de mettre à niveau les normes de l'hôpital. Elle a mis en place plusieurs initiatives de développement qui ont permis à l'hôpital de croître énormément. L'une des initiatives les plus prolifiques qu'elle introduit, est le Régime d'Assurance Local de Santé pour le peuple du pays Ijebu qui ne pouvait pas se permettre de payer pour la qualité de la santé et par le biais de ce régime d'assurance, plusieurs personnes de la communauté ont été en mesure d'accéder aux services de l'hôpital.
Depuis, elle est très active dans le cadre de l'Alliance Mondiale pour la Vaccination et l'Association Internationale de Pédiatrie.
Avec l'aide de l'un des plus célèbres militants de la Jeunesse du Nigeria qui est maintenant un jeune expert en développement, Abayomi Rotimi Mighty (en), elle a lancé la Fondation AdeGrange pour l'Enfance, une ONG vouée à la promotion du bien-être des mères et des enfants à travers le plaidoyer stratégique des programmes. AdeGrange a lancé le Projet C. R. A. Z. Y, qui signifie la Creating Real Avenues for Zealous Youths (Création de réelles avenues pour les zélés de la jeunesse). Grâce à cette initiative, créée par Abayomi Mighty qui en est maintenant le directeur exécutif, AdeGrange lance un film intitulé 1920 qui est à la fois écrit et totalement scénarisé par Abayomi Mighty. Le succès du film tient à l'impact auprès de plus de 800 jeunes, qu'il a inspirés et qui se sont formés à l'art de la fabrication d'un film dans l'Etat d'Ogun (Nigéria).

## Publications
- Child health in Nigeria, 2008
- Global child health advocacy, 2014